# Chiesa di Santa Cristina (Quinto di Treviso)
La chiesa di Santa Cristina Vergine e Martire del Tiverone è la parrocchiale di Santa Cristina, frazione di Quinto di Treviso, in provincia e diocesi di Treviso; vicariato di Paese.

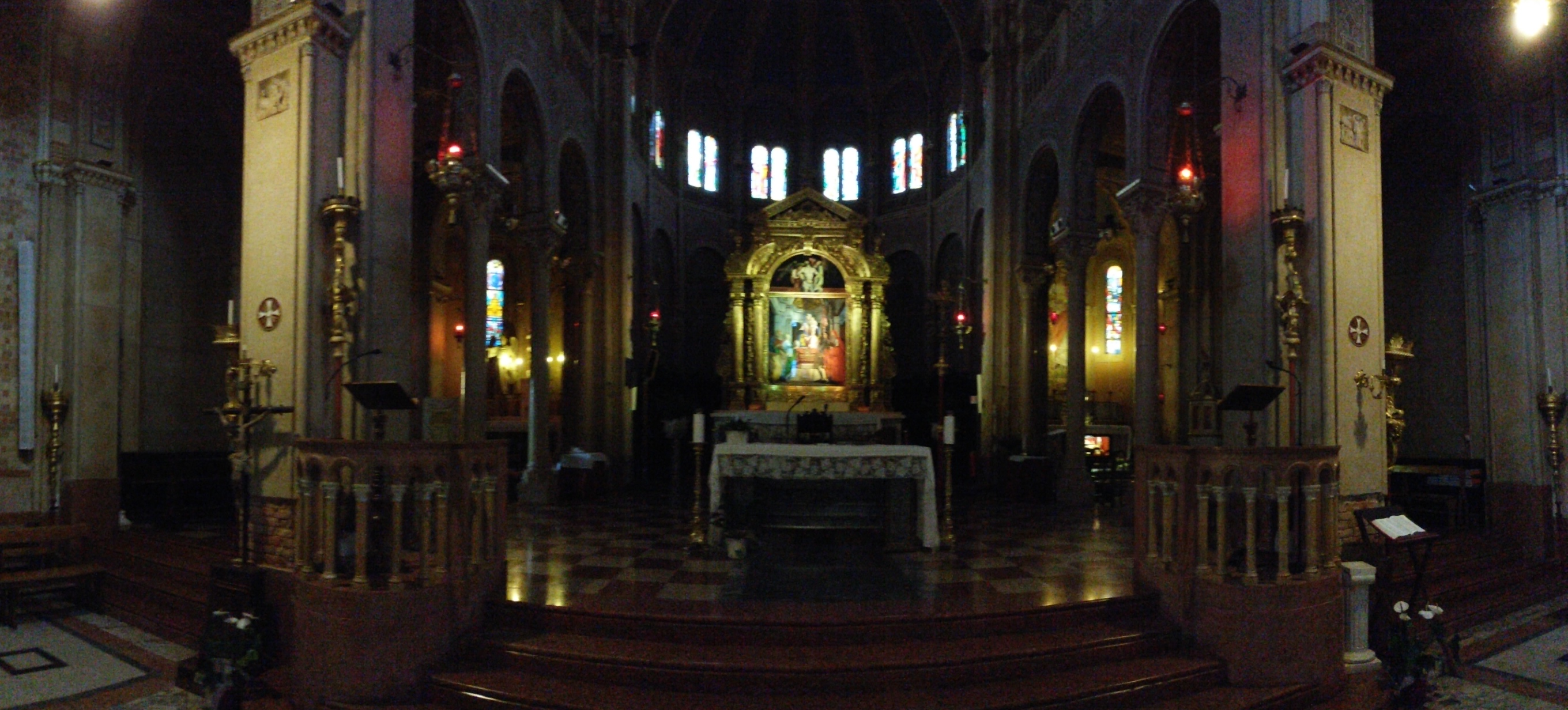

## Storia
Anticamente è una cappella dipendente dalla pieve di San Cassiano di Quinto. La chiesa fu ricostruita nel XVII secolo e rimaneggiata nel XVIII.
L'attuale edificio è però ancora più recente: fu completamente riedificato in stile neoromanico attorno al 1930, con il caratteristico campanile posto inusualmente sopra il portale d'ingresso. Fu consacrata poi nel 1933 dall'arcivescovo Andrea Giacinto Longhin, vescovo di Treviso ed arcivescovo titolare di Patrasso.

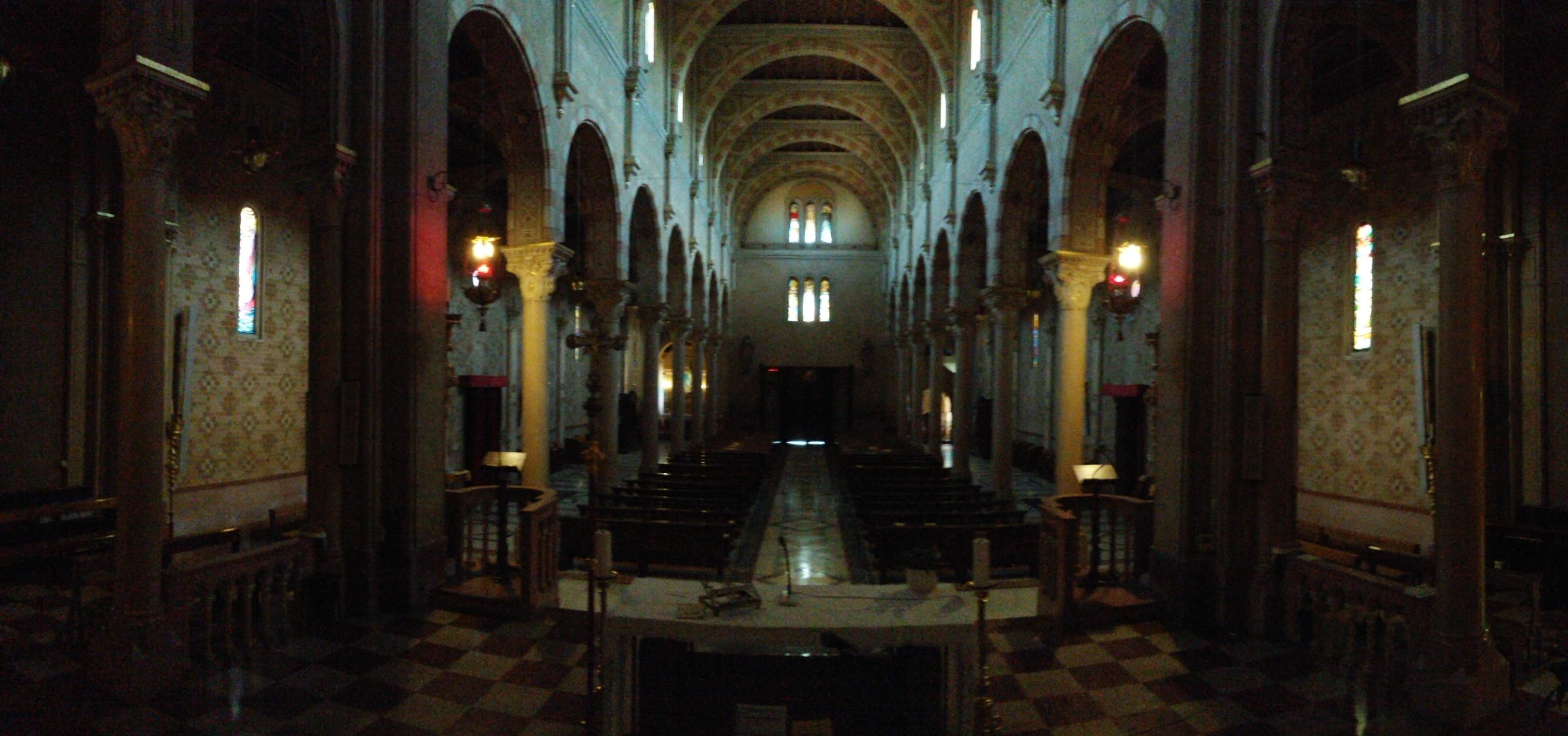

## Descrizione
Edificio in stile più neoromanico, al suo interno, presenta tre ampie navate e transetto. È completamente decorata ad affresco con motivi geometrici ed ornamentali.
|  |  |  |
|  |  |  |

|  |  |

## Opere d'arte
Nonostante l'edificio sia piuttosto recente, conserva opere importantissime: la pala raffigurante la Madonna in trono col Bambino tra i Santi Cristina, Pietro, Liberale e Girolamo, restaurata nel 2012, e la lunetta Cristo morto e gli angeli poste dietro l'altare sono opere di Lorenzo Lotto (1505); le cantorie sono invece settecentesche. Il fonte battesimale è stato fatto seguendo il disegno realizzato da Paolo Machiavelli.  Il mosaico alle spalle, così  come il Buon Pastore, sono opere di Angelo Gatto.
|  |  |  |

|  |  |  |

Tra le altre opere, realizzate all'esterno della chiesa, da ricordare ci sono il mosaico sopra il portone della facciata principale, realizzato da Rachele Tognana  e il dipinto di Angelo Gatto sopra il portone settentrionale della chiesa.
|  |  |

|  |  |  |

## Le navate

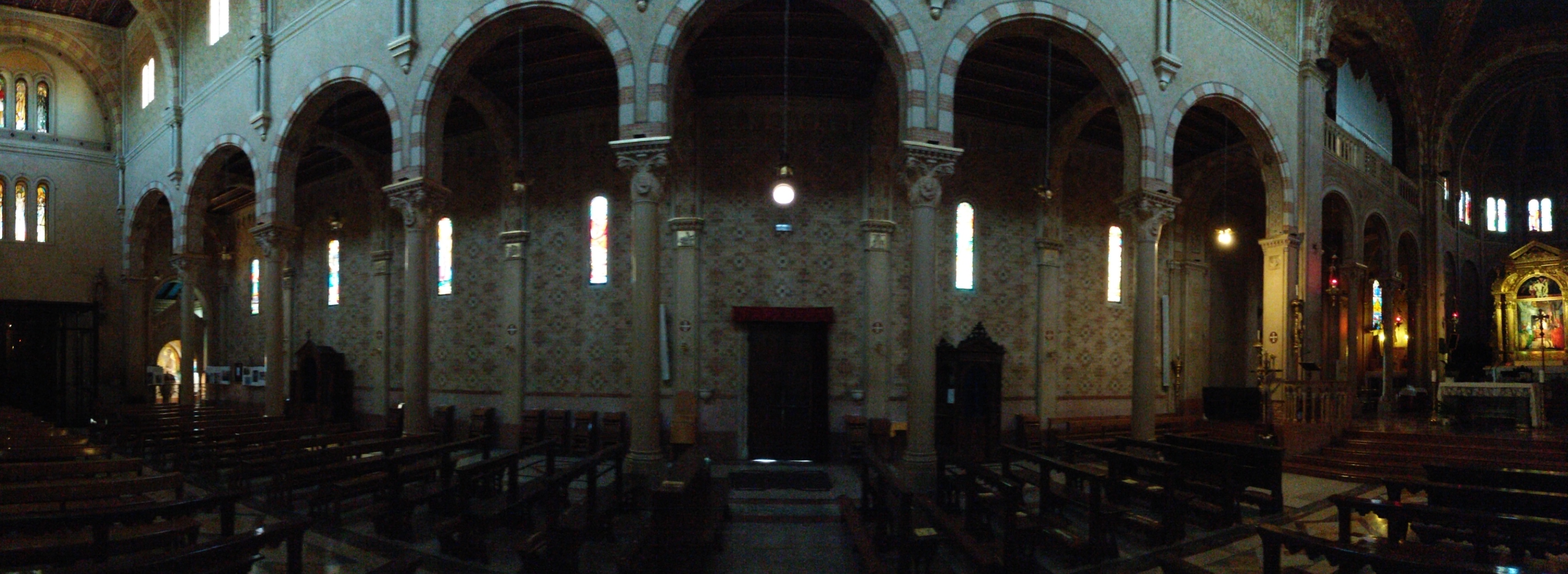

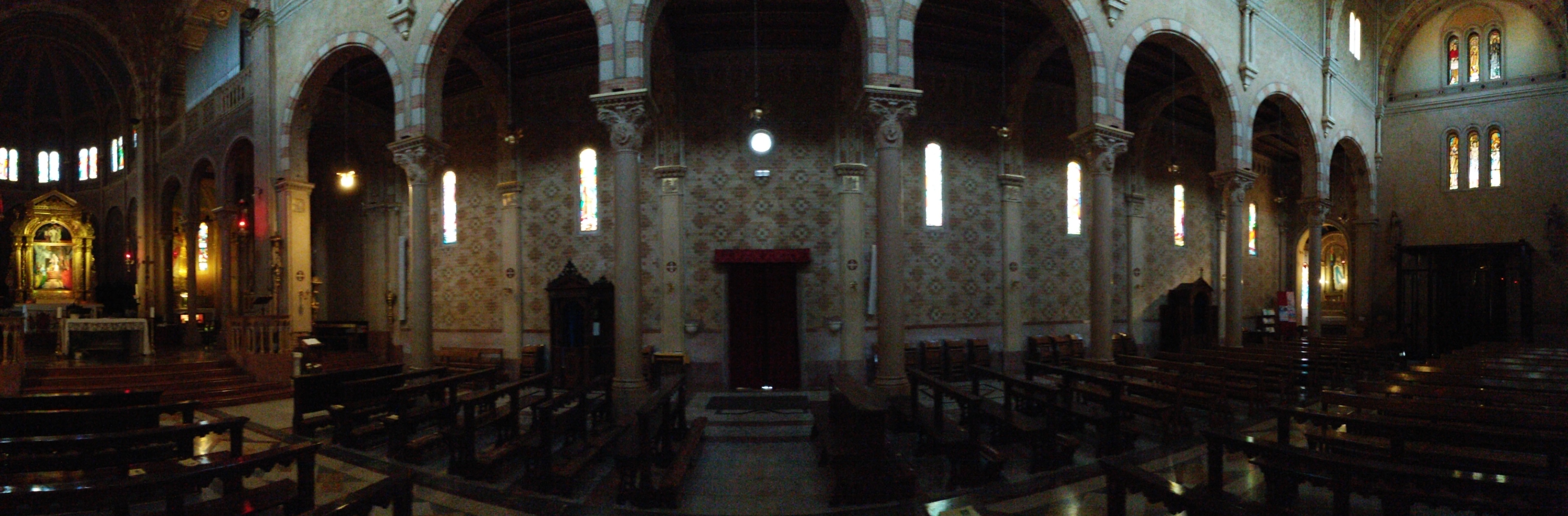

Navata sinistra
Vetrate create da A. Gatto.
|  |  |  |
|  |  |  |

Navata destra
Vetrate create da A. Gatto.
|  |  |  |
|  |  |  |

## Cupola
La struttura si trova subito dietro la zona del presbiterio e le vetrate ornamentali che la compongono illuminano la chiesa in maniera a dir poco celestiale, come si evince dalle immagini o semplicemente recandosi in visita al luogo di culto. 
Angelo Gatto nei venti anni passati alla realizzazione delle vetrate e dei mosaici ha dedicato parte di questo tempo per raffigurare, sulla parte alta della suddetta cupola, le figure degli Apostoli e degli Arcangeli, di San Paolo e San Giovanni Battista: qualcosa di veramente unico.
|  |  |  |  |
|  |  |  |  |

## Mausoleo
A destra dell'altare del Buon Pastore, dal 1973 la cappella esistente è divenuta il mausoleo dove riposa la salma di Monsignor Tognana. Qui è possibile ammirare anche le quattro vetrate, realizzate da Angelo Gatto, raffiguranti Mons. Tognana e il Vescovo Longhin. All'interno della cappella vi sono, inoltre,  le statue del Sacro Cuore di Gesù e del Cuore Immacolato di Maria.
|  |  |  |
|  |  |  |

Sull'altare, sono presenti quattro busti donati dal Cavaliere V. Gumier, contenenti reliquie di Sant'Ermagora, San Magno, San Carlo Borromeo e San Tiziano.
|  |  |  |  |
|  |  |  |  |

## Organo a canne
Notevole l'organo Tamburini, inaugurato nel 1898 da Lorenzo Perosi e più volte ampliato dalla stessa ditta costruttrice nel 1946.
Collocato nelle due cantorie ai lati del presbiterio, è azionato da una consolle a trasmissione elettrica. Ha due tastiere di 58 note e pedaliera di 30 per un totale di 21 registri reali.
|  |  |
|  |  |

## Le vetrate di Angelo Gatto
Sono tra le caratteristiche fondamentali della chiesa. La illuminano, la ornano e la abbelliscono. Oltre a quelle già accennate sopra vi sono quelle a lato degli altari delle navate e del fonte battesimale, senza dimenticare quelle sopra l'ingresso.

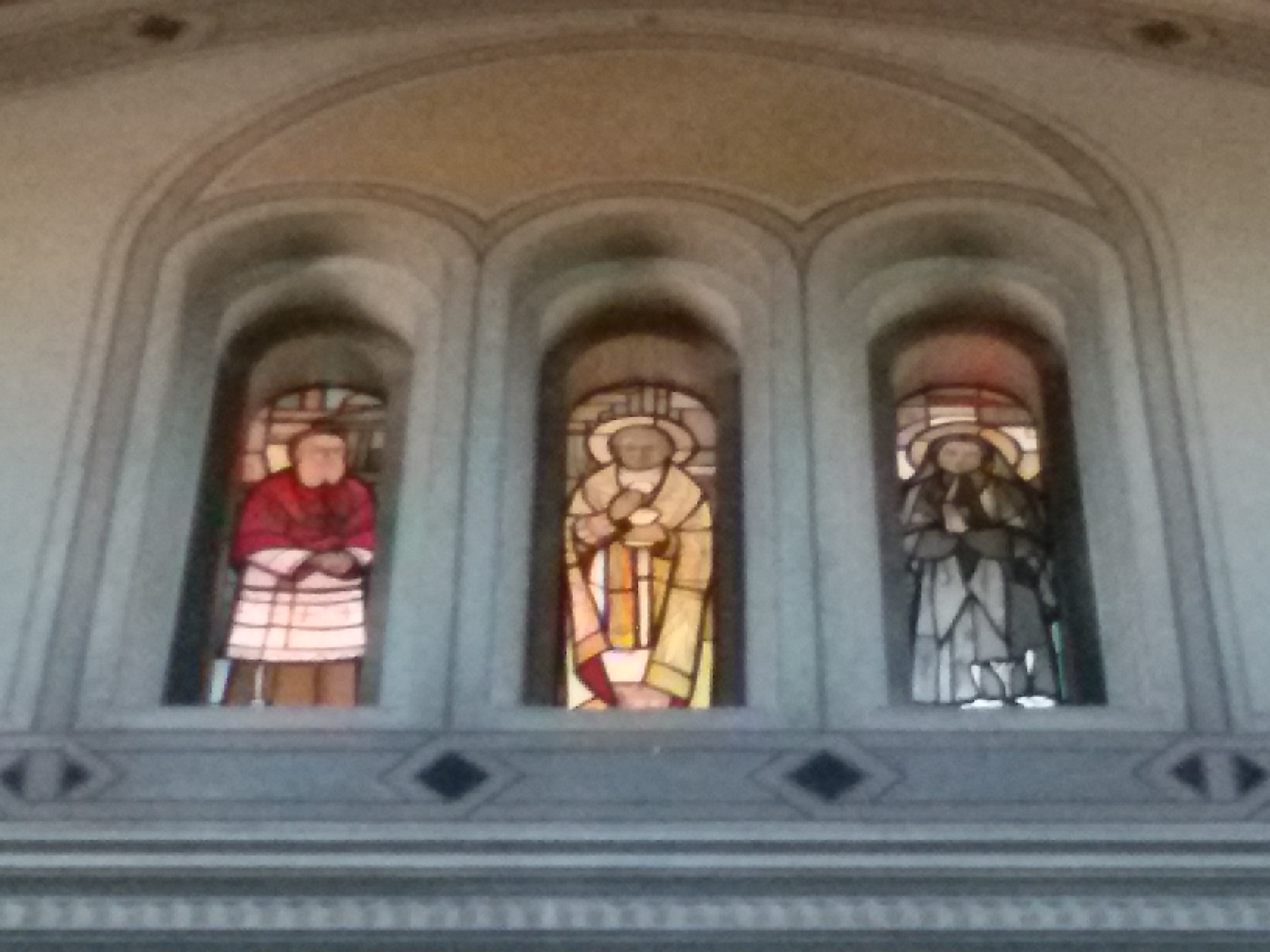
Vetrata superiore raffigurante il Vescovo Longhi, Monsignor Tognana e Santa Cristina

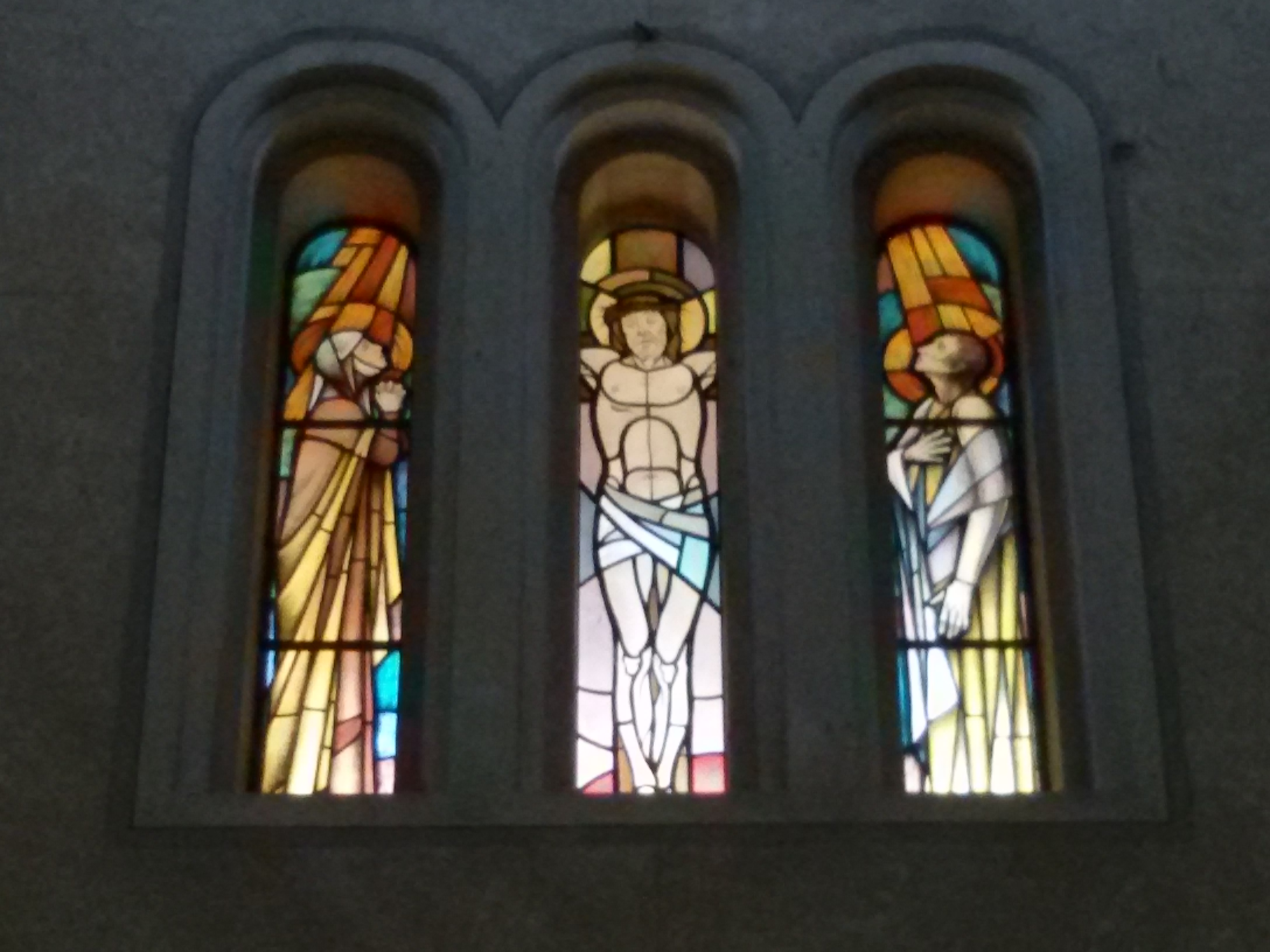
Vetrata inferiore, la morte di.Gesù Cristo

|  |  |  |
|  |  |  |

## Altri ornamenti
Colpisce la fattura dei solai delle navate laterali e della navata centrale.
|  |  |  |  |